# Dean T. Rouse
Dean T. Rouse ( 1965 - ) es un botánico australiano, que desarrolla sus actividades académicas como miembro de postdoctorado, en el Laboratorio de Apomixis, Grupo de Biología Celular, Escuela de Biología, Canberra, operando en estudios de genes, proteínas y hormonas que controlan las vías de desarrollo vegetal.

## Algunas publicaciones
- ---------, Sheldon CC, Bagnall DJ, Peacock WJ, Dennis ES. (2002). FLC, a repressor of flowering, is regulated by genes in different inductive pathways. The Plant Journal 29: 183-192
- Gray WM, Kepinski S, Rouse D, Leyser O, Estelle M. (2001). Auxin regulates SCFTIR1-dependent degradation of AUX/IAA proteins. Nature 414: 271-276
- Candice C. Sheldon, Dean T. Rouse, E. Jean Finnegan, W. James Peacock,  Elizabeth S. Dennis (2000). «The molecular basis of vernalization: The central role of FLOWERING LOCUS C (FLC)». PNAS 97 (7): 3753-8. PMC 16312. PMID 10716723. doi:10.1073/pnas.060023597.
- ---------, Mackay P, Stirnberg P, Estelle M, Leyser O. (1998). Changes in Auxin Response from Mutations in an AUX/IAA Gene. Science 279(5355): 1371-1373
- ---------, Marotta R, Parish RW. (1996). Promoter and expression studies on an Arabidopsis thaliana dehydrin gene. FEBS Letters 381: 252-256
- ---------, Gehring CA, Parish RW. (1992). Structure and sequence of a dehydrin-like gene in Arabidopsis thaliana. Plant Molecular Biology 19: 531-532

- La abreviatura «D.T.Rouse» se emplea para indicar a Dean T. Rouse como autoridad en la descripción y clasificación científica de los vegetales.[2]